# بني حميل
قرية بني حميل هي إحدى القرى التابعة لمركز البلينا بمحافظة سوهاج في جمهورية مصر العربية. حسب إحصاءات سنة 2006، بلغ إجمالي السكان في بني حميل 21797 نسمة، منهم 10654 رجل و11143 امرأة.